# Denis Calvaert
Denis Calvaert (okolo roku 1540 – 16. dubna 1619) byl vlámský malíř období renesančního manýrismu, narozený v Antverpách a činný v Itálii.

## Životopis
Denis Calvaert se v rodných Antverpách vyučil krajinomalbě u Christiana van den Queborna a odešel k dalšímu studiu do Bologni, kde byl žákem figuralisty Prospera Fontany (1512–1597), čelného představitele boloňské školy pozdní renesance. Dále studoval architekturu, anatomii a historii. Z Bologni odešel roku 1572 do Říma, kde se učil a maloval společně s Lorenzem Sabatinim na výmalbě Sálu králů (Sala Regia) papežského paláce ve Vatikánu. Roku 1570 spolu namalovali oltářní obraz Svatá rodina s Janem Křtitelem a archandělem Michaelem s váhami lidských duší.
Většinu svého života prožil v Itálii, kde byl znám jako Dionisio Fiammingo, nebo jednoduše Il Fiammingo (Vlám). Věnoval tam hodně času kopírování a studiu Raffaelových obrazů. Z Říma se vrátil do Bologni, kde založil malířský ateliér, do něhož přijímal žáky, například dceru svého mentora Lavinii Fontanovou. Ateliér dodával významné zakázky také do Říma. Vicenzio Gotti. V jeho ateliéru pracovali také Francesco Gessi a Giacomo Semenza, než vstoupil do ateliéru Guida Reniho. Calvaertovým vedením pracovali také Vincenzo Spisanelli a Gabriello Ferrantini.[8]
Mezi jeho žáky patřili například Guido Reni, Giovanni Battista Bertusio, Francesco Albani, Domenichino a následovali vzory Annibale Carracciho. 
Denis Calvaert byl v Bologni respektován jako občan a došel uznání i jako umělec. Jeho pohřbu se zúčastnil nejen Ludovico Carracci, který vedl svůj vlastní malířský ateliér a byl tedy  Calvaertovým konkurentem, ale doprovodili ho i všichni Carracciovi žáci. Calvaert byl pohřben v bazilice Panny Marie servitů (Basilica di Santa Maria dei Servi) v Bologni.

## Dílo

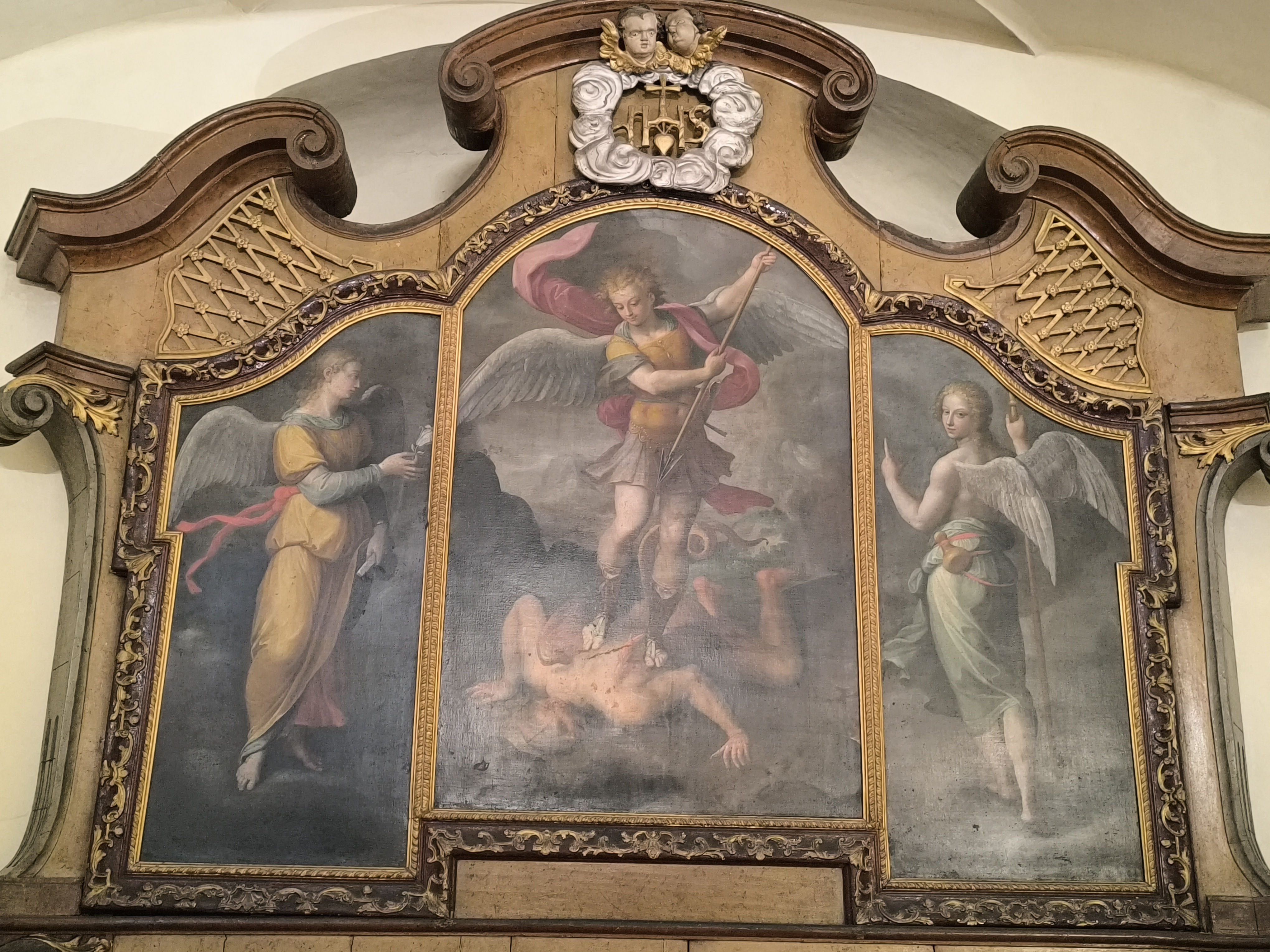
Denis Calvaertː Triptych se třemi archanděly, asi 1588, Kostel Všech svatých (Pražský hrad)

Obrazy Denise Calvaerta byly ovlivněny boloňskou malířskou školou, jsou charakteristické svou drobnopisnou kompozicí a manýristickou barevností. Svými díly je zastoupen v chrámech i v Národní galerii umění v Bologni, ve Florencii, v kostele sv. Řehoře v Montone, v Lipsku, Petrohradě, Parmě, Budapešti, v Caen a v Praze. K nejznámějším obrazům patří:
- Mystické zasnoubení sv. Kateřiny v Muzeu umění v Lipsku (a tři jiné varianty)
- Obrácení svatého Pavla, Muzeum krásných umění v Budapešti
- Svatá rodina, variantyː
- Svatá rodina s archandělem Michalem, trestajícím ďábla a vážícím duše, kostel sv. Jakuba Většího v Bologni
- Příbuzenstvo Kristovo se svatým Antonínem Paduánským a morovými patrony sv. Šebestiánem a Rochem [1]
- Noli me tangere,  Národní muzeum ve Varšavě
- Kristus v zahradě Getsemanské
- Svatý archanděl Michael v bazilice Svatého Petronia v Bologni
- Alegorie bdělosti (La vigilanza) v Národní galerii v Bologni
- Danae, Galerie v Lucce

K neprávem opomíjeným patří:
- Poslední večeře Páně v kostele sv. Řehoře Velikého v Montone, (Umbrie)

### Čechy
- Triptych Svatí archandělé Michael (uprostřed), Gabriel a Rafael na oltáři v jižní boční kapli kostela Všech svatých na Pražském hradě, pravděpodobně dar císaře Rudolfa II., který se roku 1588 zúčastnil slavnosti přenesení těla svatého Prokopa ze Sázavy do tamního kostela. [2]

## Galerie

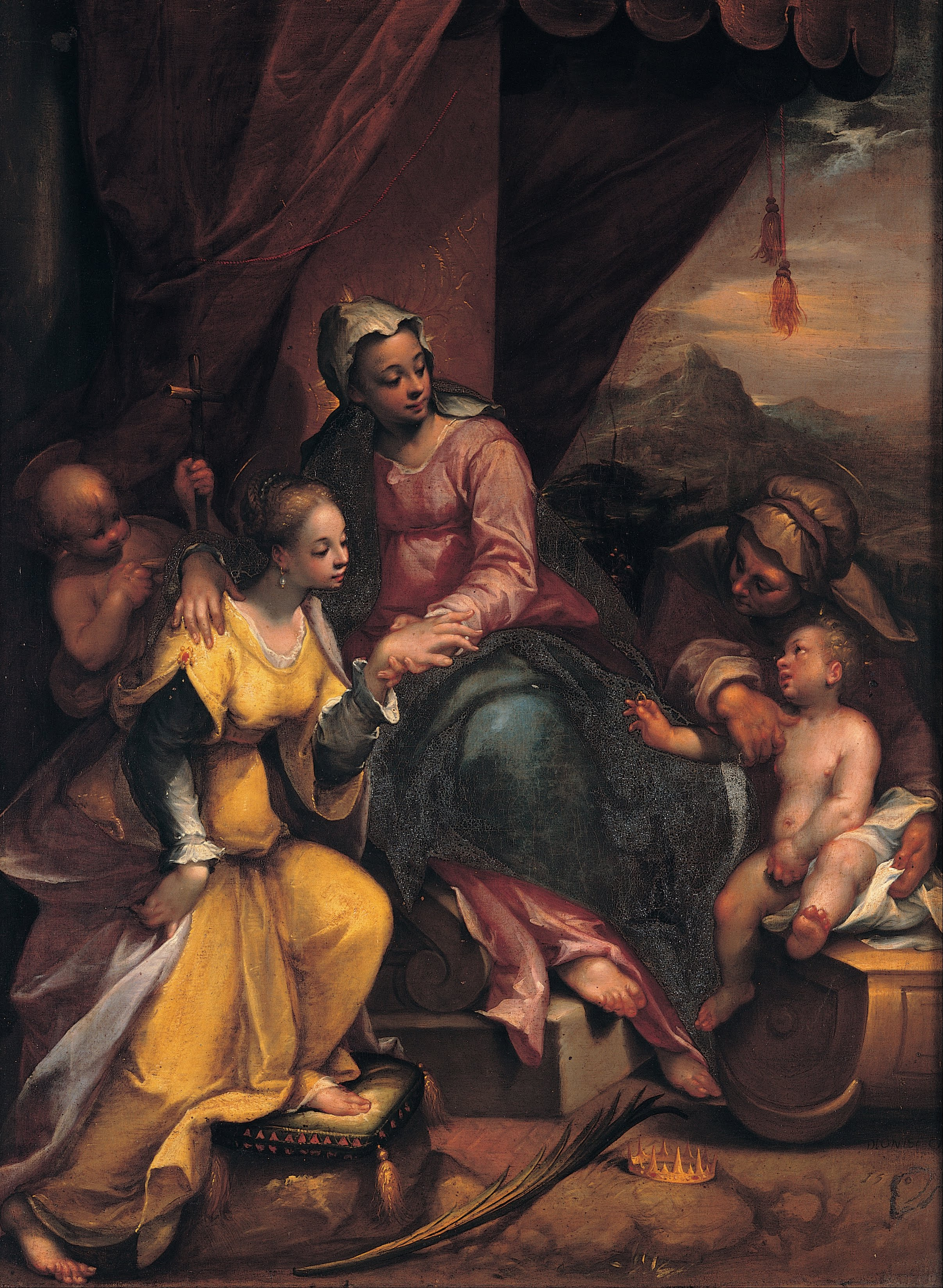
Mystické zasnoubení sv. Kateřiny
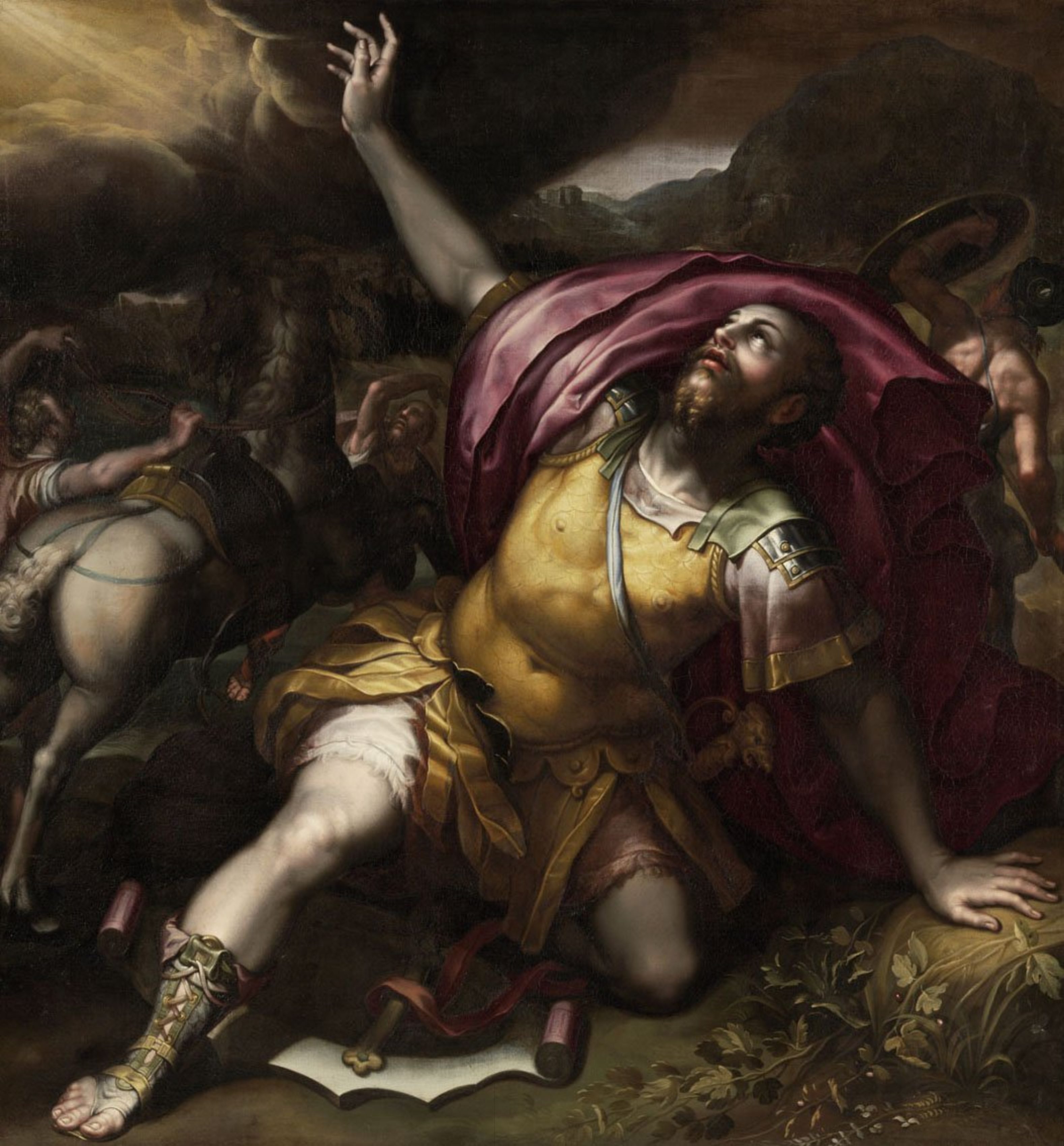
Obrácení sv.Pavla
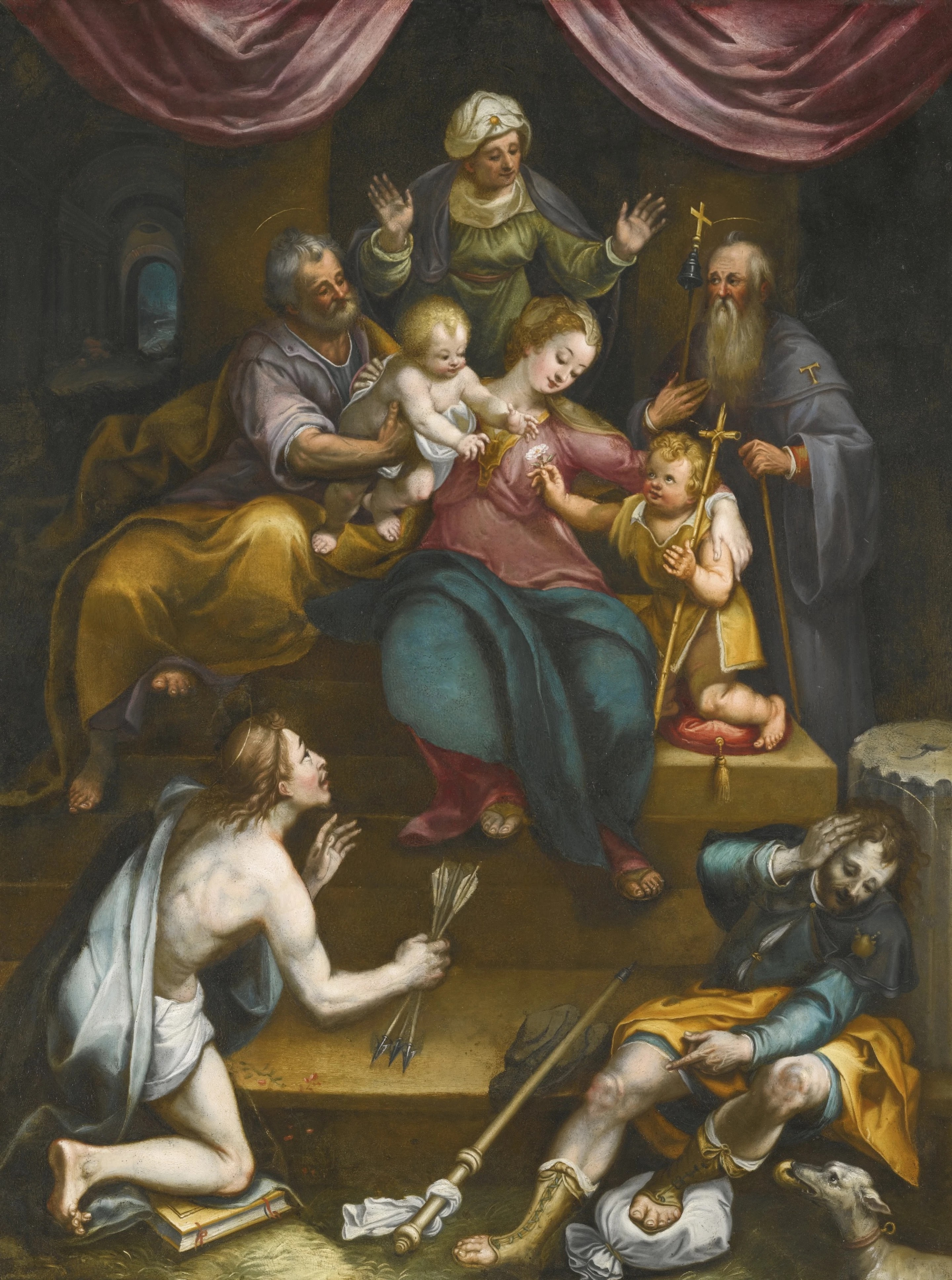
Svatá rodina, Jan Křtitel a sv. Anna
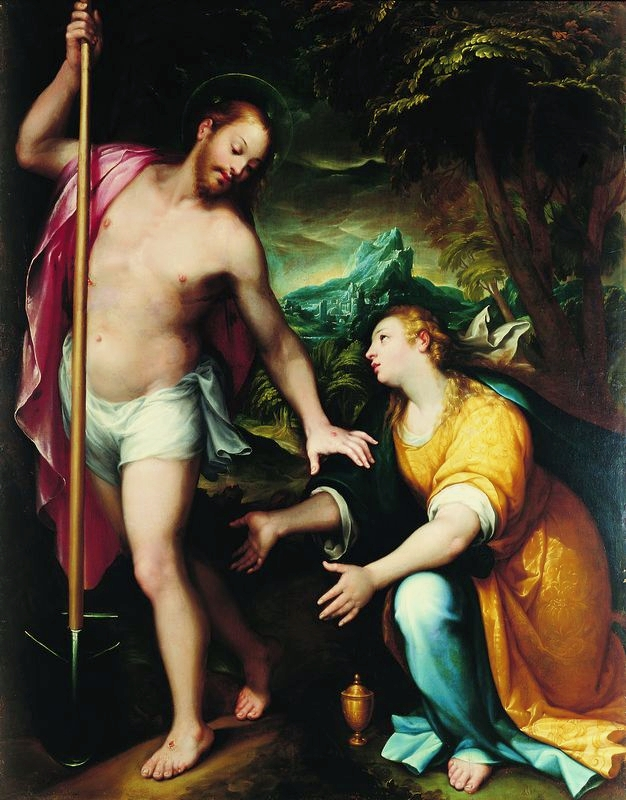
Noli me tangere
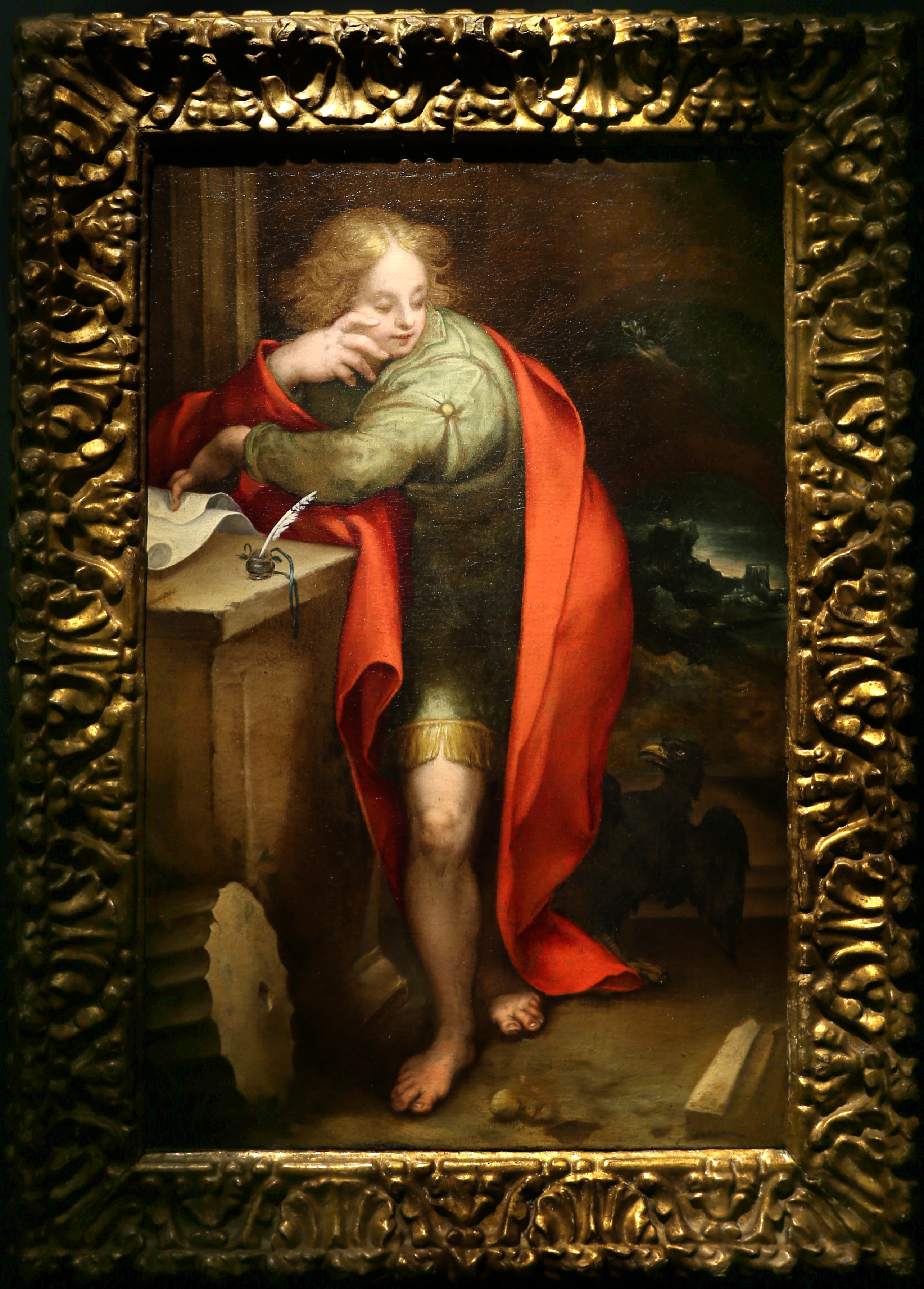
Sv. Jan Evangelista
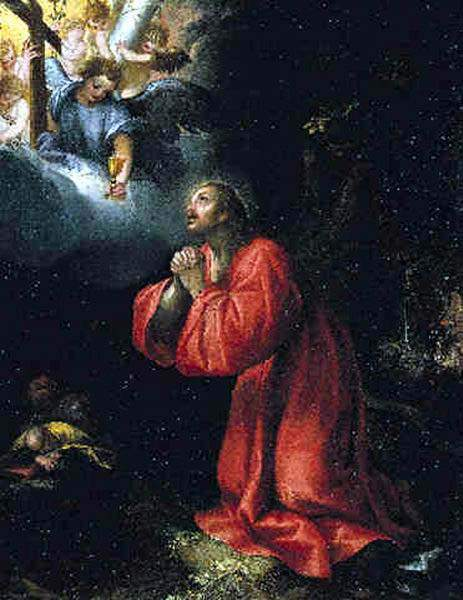
Kristus v zahradě Getsemanské
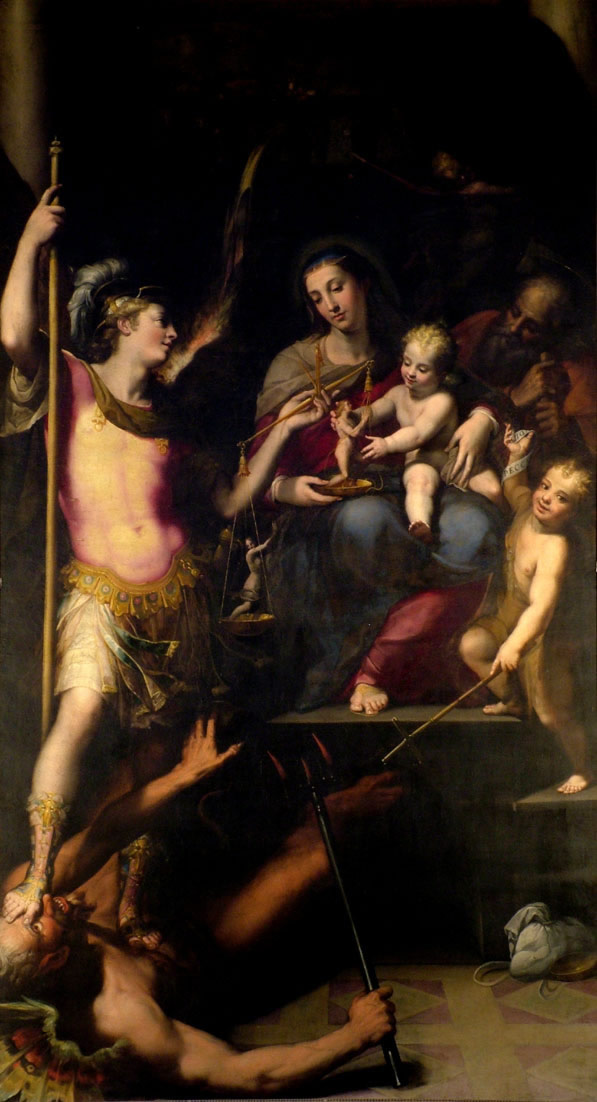
Svatá rodina, Jan Křtitel a archanděl Michael

## Zajímavost
- Christian Calvaert starší (psal se Kaulfersch) byl malíř-portrétista, činný v 1. polovině 17. století na Liberecku; jeho příbuzenský poměr k Denisovi nebyl dosud objasněn. Maloval portréty rodiny Redernů a Valdštejnů pro zámek ve Frýdlantu a radnici v Liberci.[3]